# Funky Jam
Funky Jam är en raplåt av den finländska rockgruppen The Rasmus (då kända som bara "Rasmus") och en av deras fyra första inspelade utgivna låtar. Låten fanns med på debut-EP:n 1st som gavs ut den 16 december 1995 på deras dåvarande manager Teja Kotilainens egna skivmärke Teja G. Records.
Låten skrevs troligtvis av de fyra medlemmarna någon gång under 1995 och spelades in hos Studio 303 i Helsingfors då medlemmarna bara var i 16-årsåldern. Det förekommer att bandet fortfarande framför låten live – dock har den inte blivit en lika stor klassiker bland fasen som Rakkauslaulu.
Funky Jam var The Rasmus första låt att spelas på radio, men gavs aldrig ut som singel. Däremot spelade man in en lågkvalitets musikvideo (regissör okänd), som blivit populär bland fansen och går idag att hitta på bland annat Youtube.

## Bakgrund
Då bandet aldrig givit några kommentarer kring låtens uppkomst är det okänt om vad exakt som inspirerade den. Låten är svängig och texten aningen oseriös. Lauri Ylönen sjunger om att hans kompis hund "Muffy" dött av en hjärtattack, varpå han skrattar och säger att det var jaktsäsong på hundar. Det är den enda The Rasmus-låten som domineras helt av rap.
Från en biografi över The Rasmus ca 2004 kommenterade Ylönen följande:
| ”              | Alla andra band i vår ålder spelade covers, men vi ville klara oss på egen hand. När vår första singel Funky Jam nådde radiostationerna började det att gå framåt. Våra liv ändrades så mycket det året, vi hade svårt att kontrollera det. | „ |
| – Lauri Ylönen | |   |

## Utgivningar
Funky Jam har givits ut på följande album:
- 1st (1995, Teja G. Records)
- Peep (1996, Evidence/Warner Music Finland)
- Hellofacollection (2001, Evidence/Warner Music Finland)

## Medverkande
The Rasmus:
- Lauri Ylönen – sång
- Eero Heinonen – bas och bakgrundssång
- Pauli Rantasalmi – gitarr och bakgrundssång
- Janne Heiskanen – trummor

Produktion:
- Teja Kotilainen – produktion & inspelning (Studio 303, Helsingfors)